# Загребля (Житомирская область)
Загребля (укр. Загребля) — село на Украине, основано в 1850 году, находится в Малинском районе Житомирской области.
Население по переписи 2001 года составляет 117 человек. Село занимает площадь 0,691 км².

## Достопримечательности
С селе находится православный скит преподобного Силуана Афонского, относящийся к Киевскому подворью Свято-Пантелеимонова монастыря Святой Горы Афон (Греция). В скиту хранятся частицы мощей, привезенные со Святой Горы, а также чудотворные иконы. Есть чудотворный источник и купальня.

## Адрес местного совета
11624, Житомирская область, Малинский р-н, с. Барвинки.